# Maó (construcció)
El maó és una peça generalment de forma de paral·lelepípede feta d'argila assecada i cuita en una bòbila. El maó tradicional era massís i servia per a fer tota mena de construccions: parets, voltes, arcs… El totxo és un maó massís, més gruixut de l'habitual.

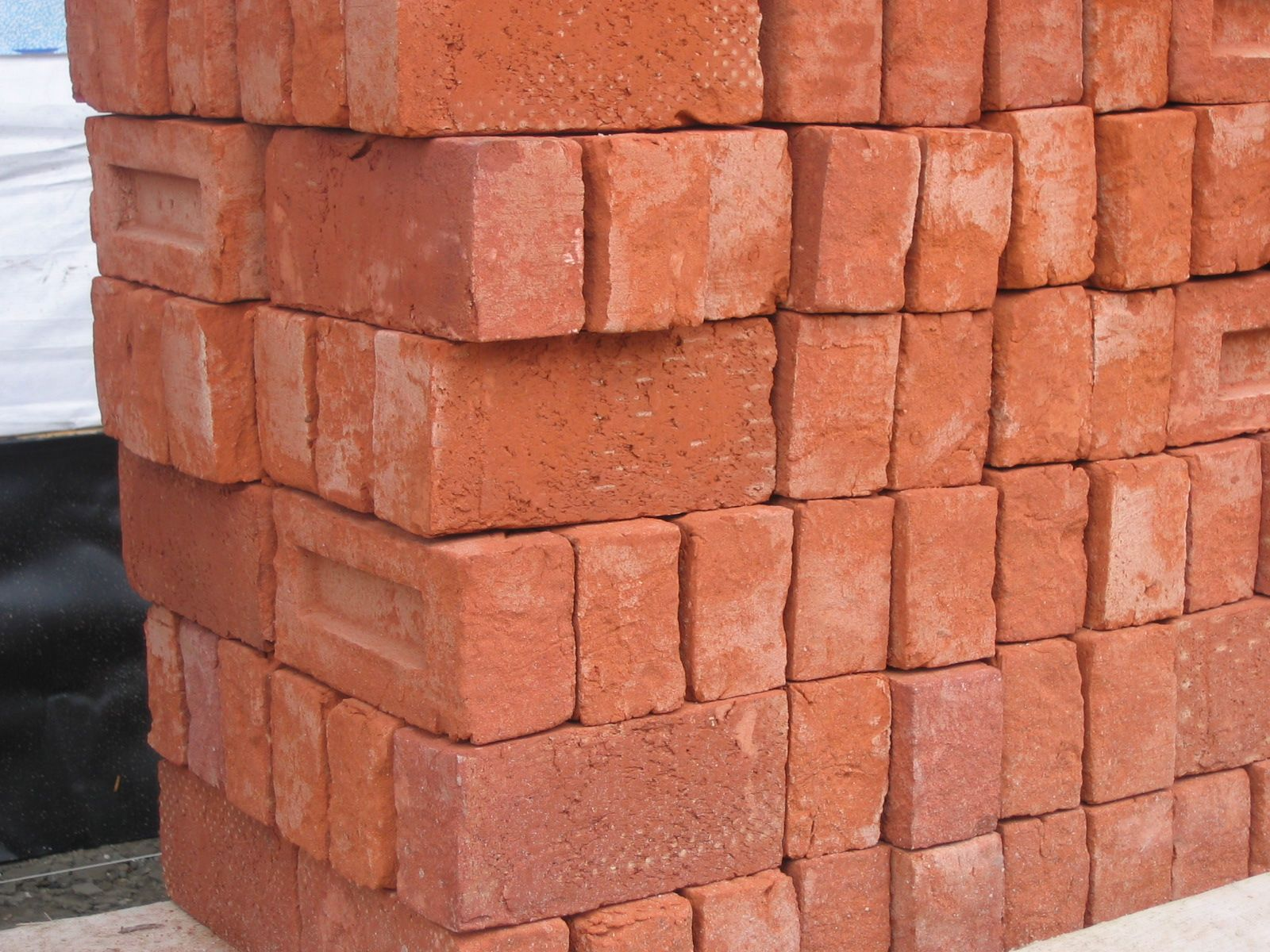
Maons massisos

Es distingeixen tres tipus de maons segons el percentatge de buit en el total de volum aparent: els maons massissos, els maons calats i els maons foradats. També es poden distingir els maons segons l'acabat. Hi ha entre d'altres maons refractaris amb un acabat especial que el fa apte per a resistir grans temperatures; el maó de cara vista, amb com a mínim una cara amb un acabat més polit per a deixar-lo visible en façanes, el maó manual, amb un acabat més rústic per recordar la fabricació tradicional. Els maons es poden unir utilitzant morter, adhesius o entrellaçant-los.

## Orígens
La maçoneria, la tova i el cob de Zimbawe, són els recursos arquitectònics més primitius en la història de la construcció amb maons. L'ús de la tova es data entre el 10.000 i el 8.000 a.C. Així mateix s'ha calculat que els maons, com a element per a la construcció, tenen una antiguitat d'uns milers d'anys. Els primers a utilitzar-los van ser els agricultors del Neolític precerámic del Llevant mediterrani, ja que en les àrees on van aixecar les seves ciutats amb prou feines existia la fusta i la pedra.

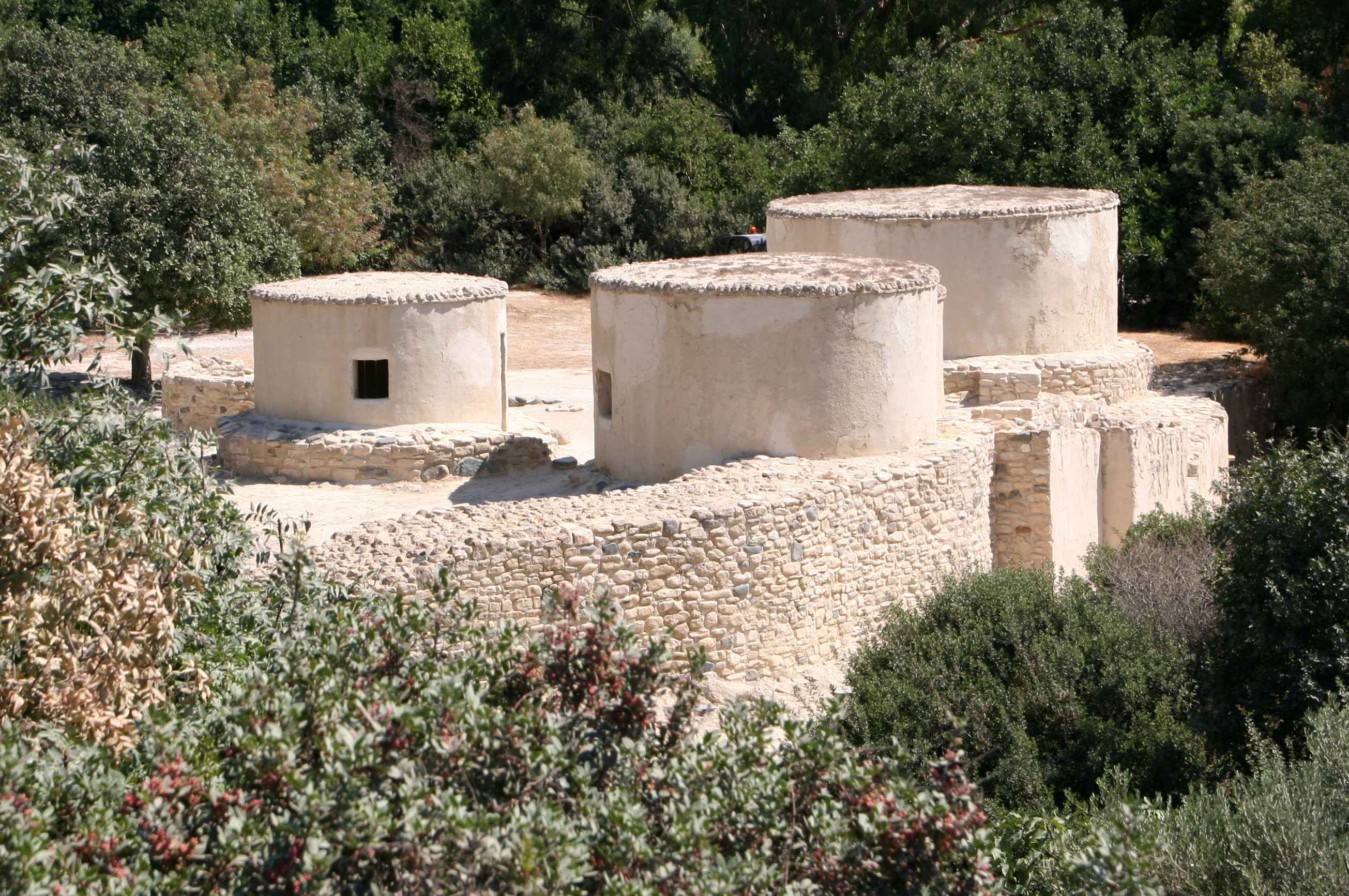
Assentament neolític de Khirokitia

La revolució agrícola del Neolític va requerir la construcció d'assentaments estables i duradors, amb habitatges i estructures adossades per a allotjar-hi  el bestiar, i dipòsits on conservar els conreus. A mesura que les comunitats humanes evolucionaven i augmentaven, pressionades per les amenaces bèl·liques constants. El neolític preceràmic A, és una època caracteritzada per l'augment de la sedentarització de les comunitats humanes, amb el desenvolupament de nuclis habitats més grans, noves formes d'arquitectura domèstica i edificis comunitaris, i en el Neolític preceràmic B apareixen els primers complexos monumentals que poden haver tingut una funció ritual, com a Göbekli Tepe. En aquest període van sorgir les primeres ciutats emmurallades per a protegir la comunitat contra amenaces exteriors.
Les primeres comunitats agrícoles van utilitzar els materials que tenien al seu entorn: pedra seca, com en el cas del jaciment arqueològic de Nevali Çori, fusta, canyes entrecreuades i cobertes de fang, i els habitatges de Jericó del 9000 aC, que es considera com la primera ciutat de la història, al Pròxim Orient, on la fusta escassejava, el material més estès foren els maons de fang assecats al sol, fets d'una barreja de sorra, argila, aigua i sovint incloïen branques de palla picada i palla, col·locats amb fang. Els maons de fang ben conservats d'un jaciment de Tel Tsaf, a la vall del Jordà, s'han datat al 5200 aC, encara que no hi ha proves que cap dels dos llocs fos el primer a utilitzar la tecnologia. L'evidència suggereix que la composició de maons de fang a Tel Tsaf va ser estable durant almenys 500 anys, al llarg de l'Eneolític.

### l'Índia i Egipte

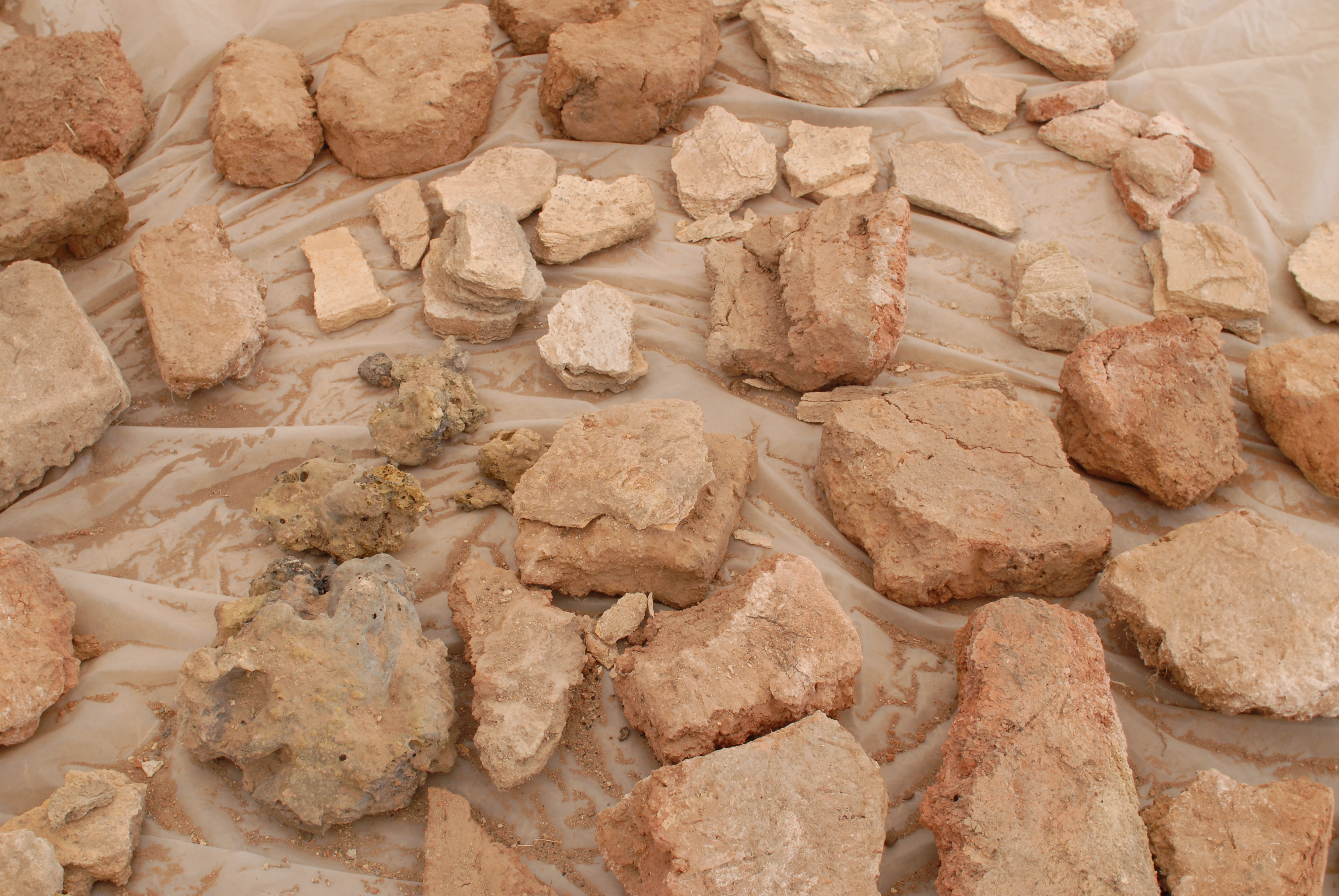
Maons cuits i altres materials de construcció trobats a Çatalhöyük.

Les filades de maó més antigues que es coneixen, anteriors al 7500 aC, es van descobrir en diferents jaciments arqueològics de Mesopotàmia. Així mateix, maons datats entre 7000 i 6395 aC, són els trobats el 1952 a les excavacions de Jericó, en les rodalies del riu Jordà, i en Çatalhöyük.
A les ruïnes de Jericó es van trobar dos tipus de maons: els primers daten del període comprès entre 8300 aC. i 7600 aC. i tenien una mida de 260x100x100 mm (similar a un pa de motlle). L'altre tipus, més fi, és l'anomenat  totxo de canya. L'ús de maons demostra que eren de més fàcil transportar que portar el propi fang al lloc de la construcció.
Més cap a Orient, a la ciutat de Mehrgarh, s'han datat toscs exemplars de fang cap al 7000 aC. Materials amb consistència ceràmica s'empraven ja en la Civilització de la vall de l'Indus (3300 aC fins al 1300 aC) com es constata en les ruïnes de Mohenjo-Daro i Harappa.

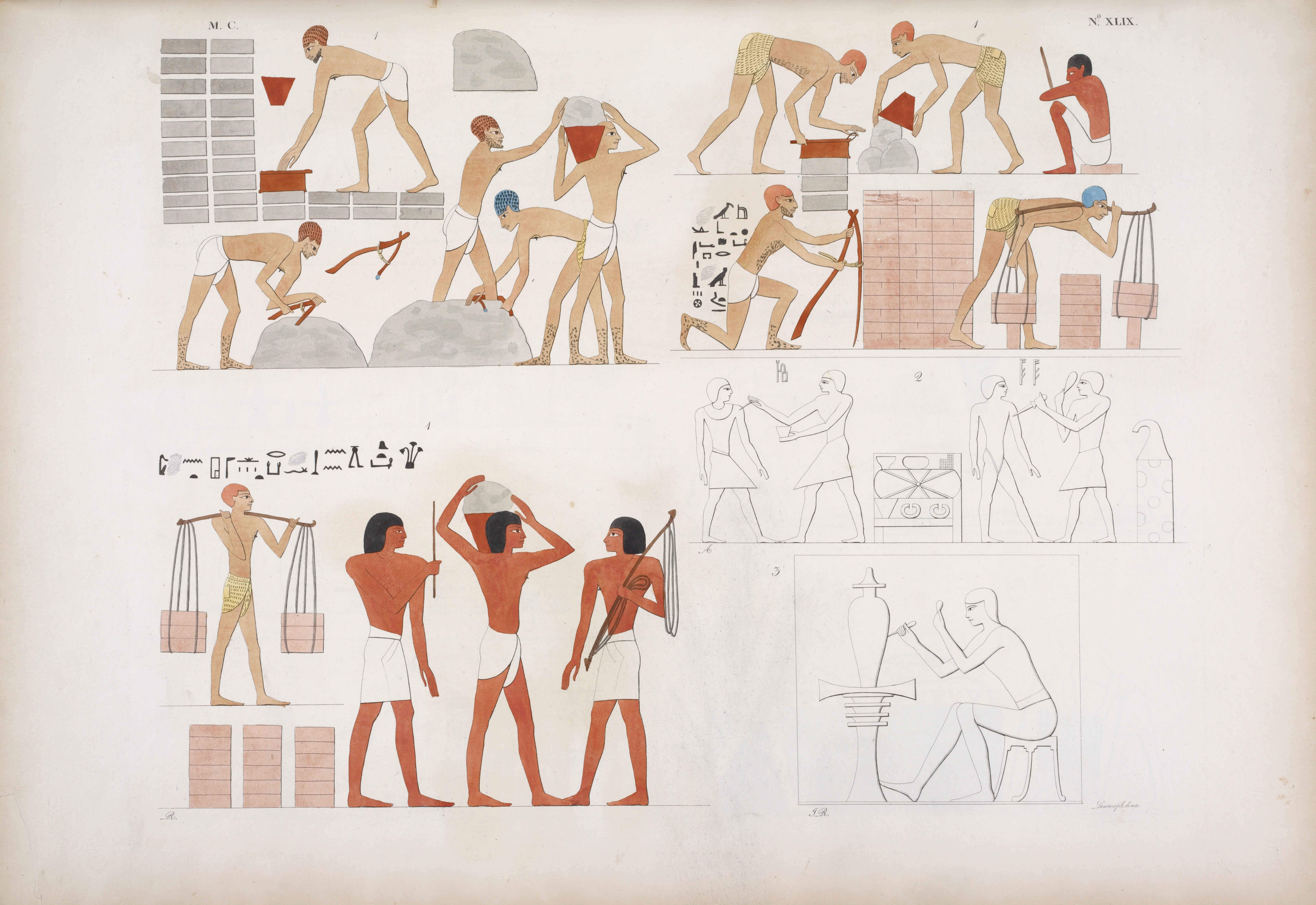
Elaboració de maons de tova en l'antic Egipte. Il·lustració d'una pintura mural de la tomba de Rekhmire.

Al continent africà es troben materials similars a Buhen (Nubia, Antic Egipte). L'ús de motlles per fer maons regulars s'atribueix a l'Antic Egipte. Els maons de l'antic Egipte estaven fets d'argila barrejada amb palla i després del seu primer ús en les tombes, el seu ús ja era habitual durant la primera dinastia, i en la tomba de Rekhmire a Tebas es representen esclaus barrejant, temperant i transportant argila per als maons assecats al sol.

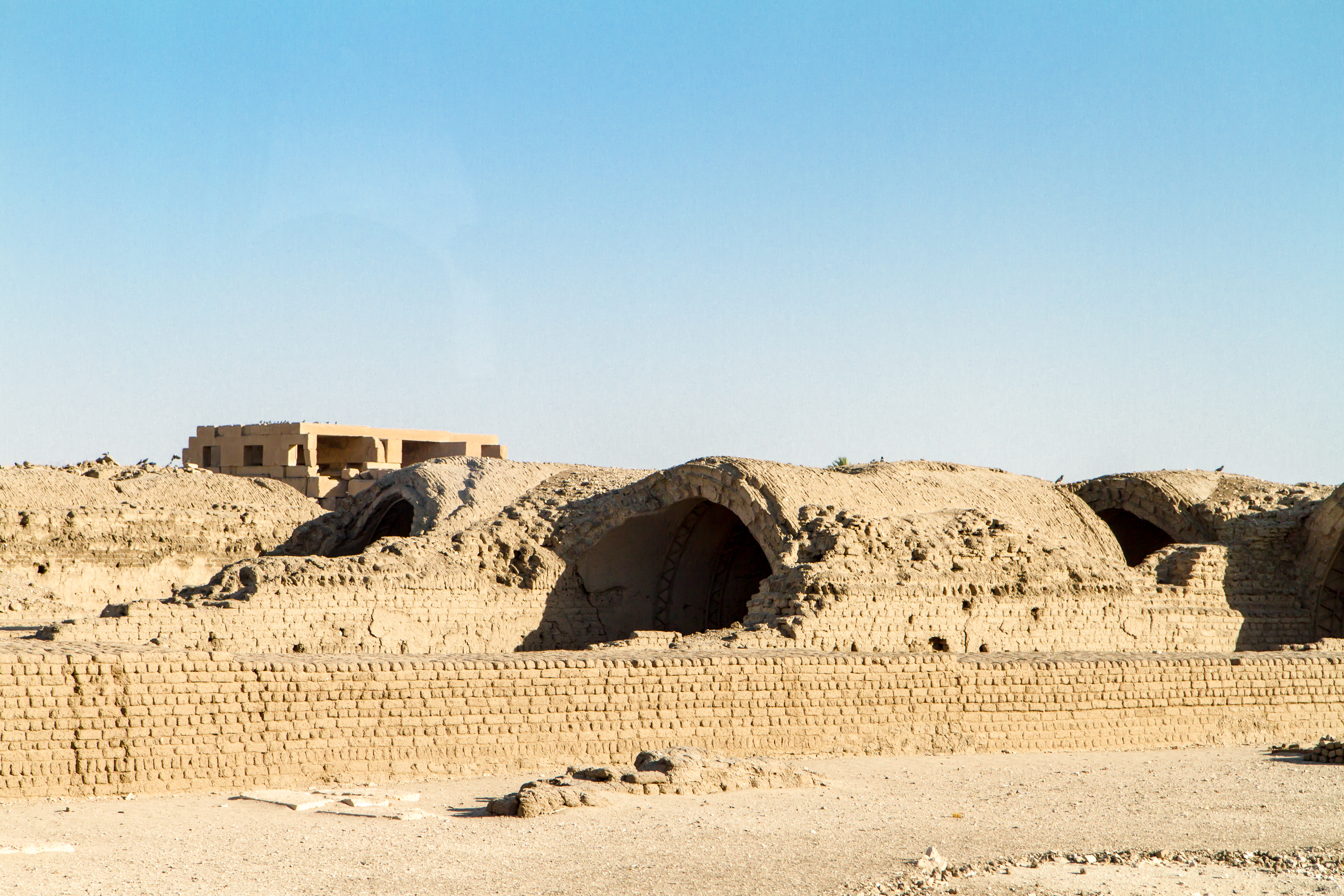
Magatzems amb volta construida en maó del temps de Ramsès II a Ramesseum.

Un important avenç en l'obra primitiva va ser el maó cuit, que va començar a usar-se cap al 3500 aC. La cocció li va donar una resistència similar a la pedra, amb l'avantatge del seu modelat previ. Modelar maons era menys costós que tallar pedres, el que va abaratir els preus de la construcció. Durant l'Imperi Nou d'Egipte, entre les dinasties XVII a XX apareixen les primeres voltes realitzades amb maons.

### Maons xinesos
A la Xina, els maons més primitius van ser trobats en 2009 en el jaciment de Xi'an, amb una antiguitat estimada d'uns 3800 anys. Les primeres descripcions del procés de producció ceràmica de maons apareixen a la dinastia Song, dins el manual del fuster Yingzao Fashi, publicat l'any 1103 pel govern oficial de Jie Li, supervisor públic de les obres per la construcció d'edificis dependents del govern.
La idea de signar els maons amb el nom del, la seva data de naixement i el lloc de producció eren ja habituals en el període de la dinastia.

## El maó com a element constructiu

### L'argila
L'argila amb la qual s'elabora el maó és un material sedimentari de partícules molt petites de silicats d'alúmina hidratats, a més d'altres minerals com el caolí, la montmoril·lonita i la il·lita. Es considera la tova com el precursor del maó, ja que es basa en el concepte d'utilització de fang argilenc per a l'execució de murs, encara que la tova no experimenta els canvis físic-químics de la cocció. El maó és la versió irreversible de la tova, producte de la cocció a altes temperatures (més de 350 °C).

### Geometria
La seva forma és la d'una llamborda rectangle, en el qual les seves diferents dimensions reben el nom de soga, titzó i gruix, sent la soga la seva dimensió major. Així mateix, les diferents cares del maó reben el nom de taula, cant i testa (la taula és la major). En general, la soga és del doble de longitud que el titzó o, més exactament, dos titzons més una junta, la qual cosa permet combinar-los lliurement. El gruix, per contra, pot no estar modulat.
Existeixen diferents formats de maó, en general són d'una grandària que permeti manejar-ho amb una mà. En particular, destaquen el format mètric, en el qual les dimensions són 24×11,5×5,25 cm (cada dimensió és dues vegades la immediatament menor, més 1 cm de junta) i el format català de dimensions 29×14×5.
Continuen utilitzant-se per la seva gran demanda, donat el seu reduït cost en obra, mesures de 50 x 24 x 5 cm, especialment en formats de maó buit, que poden o no incorporar encadellat.

### Tipus de maó
Segons la seva forma, els maons es classifiquen en:
- Maó teular o manual, simulen els antics maons de fabricació artesanal, amb aparença tosca i cares rugoses. Tenen bones propietats ornamentals.
- Maó massís, aquells amb menys d'un 25% de perforacions en la taula. Alguns models presenten rebaixis en aquestes taules i en les testes per a execució de murs sense nafres.

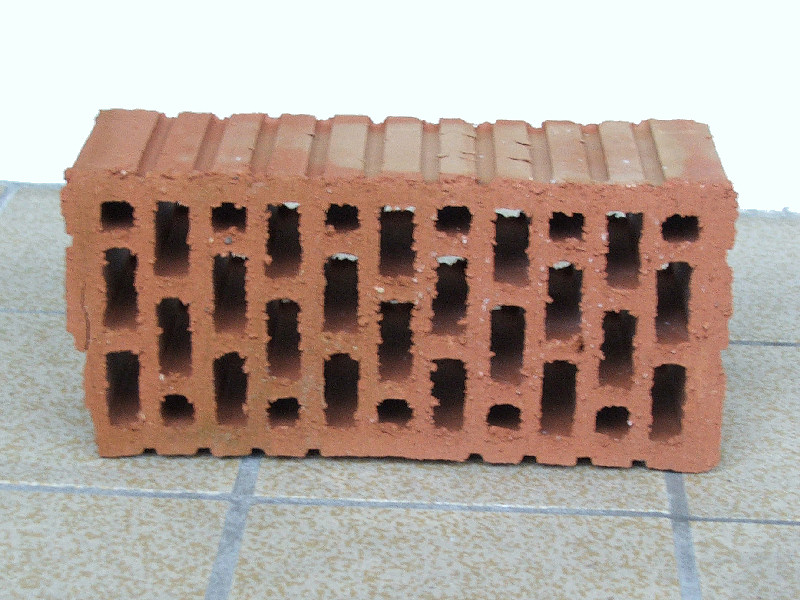
Maó Calat

- Maó Calat (perforat), que són tots aquells que tenen perforacions en la taula que ocupin menys del 45% de la superfície de la mateixa. S'utilitzen en l'execució de façanes de maó.

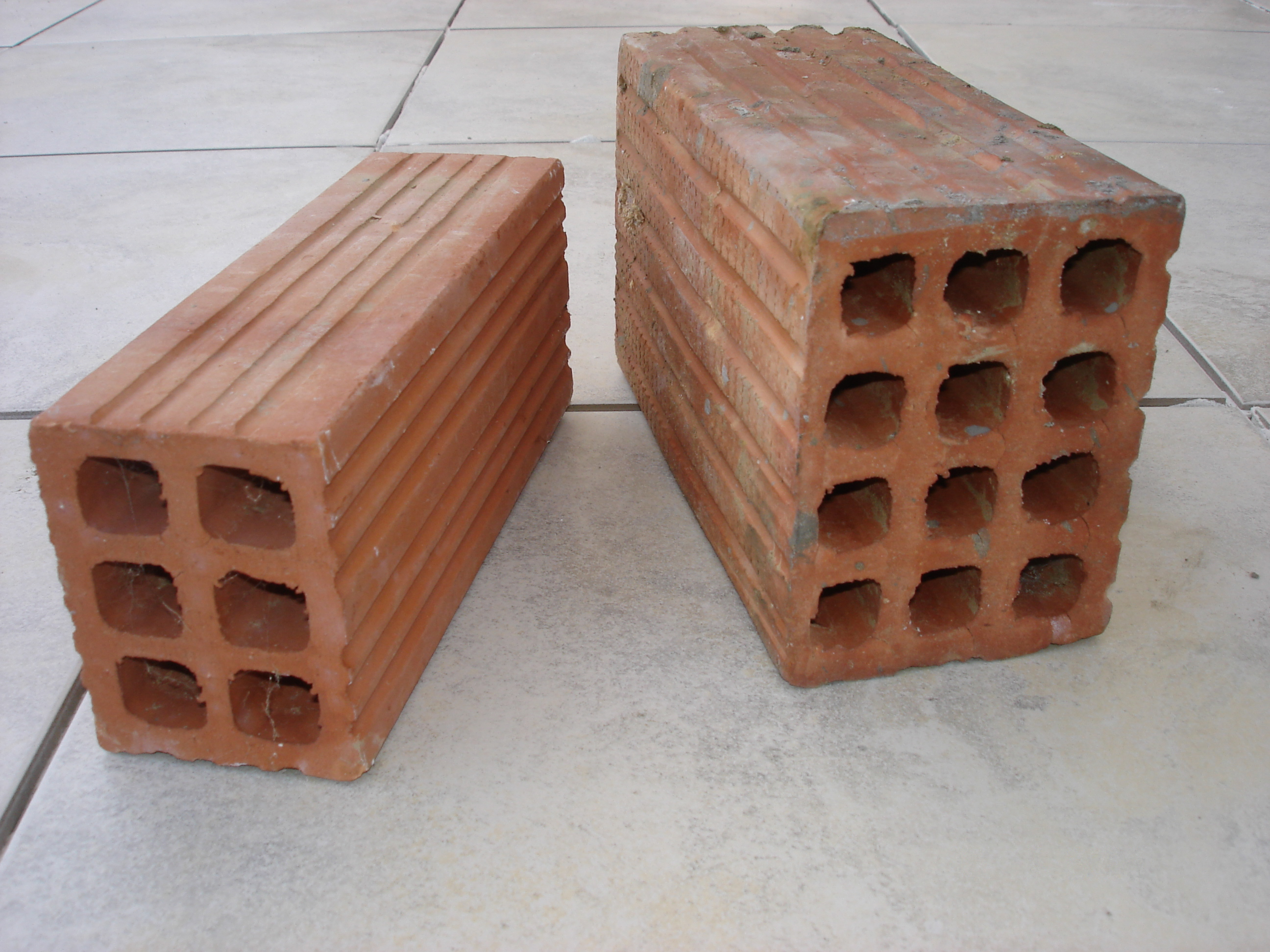
Maó Foradat

- Maó Foradat (buit), volum màxim de forats 70%, són aquells que posseeixen perforacions en el cant o en la testa que redueixen el pes i el volum del material emprat en ells, facilitant la seva cort i maneig. Aquells que posseeixen orificis horitzontals són utilitzats per a envàns que no vagi a suportar grans càrregues. Poden ser de diversos tipus:
  - Rasilla: la seva soga i titzó són molt majors que el seu gruix. A Espanya, les seves dimensions més habituals eren 24 × 11,5 × 2,5 cm. (ara rarament es fabriquen d'aquest format)
  - Maó buit simple: posseeix una filera de perforacions en la testa. Dimensions 24 × 11,5 × 4 cm.
  - Maó buit doble (totxana): amb dues fileres de perforacions en la testa.
  - Maó buit triple: posseeix tres fileres de perforacions en la testa.
- Maó aplantillat, aquell que té un perfil corb, de manera que en col·locar una filada de maó, generalment a sardinell, conformen una motllura correguda. El nom prové de les plantilles que utilitzaven els picapedrers per llaurar les pedres, i que s'utilitzen per donar la citada forma al maó.
- Maó caravista: són aquells que s'utilitzen en exteriors amb un acabat especial. Com son peces que no van revestides a l'exterior, poden ser hidrofugats si s'hi inclouen productes que augmenten la seva impermeabilitat a l'aigua en estat líquid però mantenen la transpiració del vapor.[15]
- Maó refractari: es col·loca en llocs on ha de suportar altes temperatures, com a forns o xemeneies.[16]

## Fabricació de maons

### Procés d'elaboració
Avui dia, en qualsevol fàbrica de maons es duen a terme una sèrie de processos estàndard que comprenen des de l'elecció del material argilós al procés d'embalatge final. La matèria primera utilitzada per a la producció de maons és, fonamentalment, l'argila. Aquest material està compost, en essència i quantitats variables de òxids de ferro i altres materials alcalíns, com els òxids de calci i els òxids de magnesi.
Les partícules del material són capaços d'absorbir higroscópicament fins a un 70% del seu pes en aigua. Quan està hidratada, l'argila adquireix la plasticitat suficient per ser modelada, a diferència de quan està seca; estat en què presenta un aspecte terrós.
Durant la fase d'enduriment, per assecat o per cocció, el material argilós adquireix característiques de notable solidesa, i experimenta una disminució de massa, per pèrdua d'aigua, d'entre un 5 i un 15%.
Un cop seleccionat el tipus d'argila el procés pot resumir-se en:
- Maduració
- Tractament mecànic previ
- Dipòsit de matèria primera processada
- Humidificació
- Emmotllament
- Assecat
- Cocció
- Emmagatzematge

#### Maduració
Abans d'incorporar l'argila al cicle de producció cal sotmetre-la a certs tractaments de trituració, homogeneïtzació i repòs a l'aire lliure, amb la finalitat d'obtenir una adequada consistència, assecat tangent i uniformitat de les característiques físiques i químiques desitjades.
El repòs a la intempèrie té la finalitat de facilitar l'esmicolament dels terrossos i la dissolució dels nòduls per impedir les aglomeracions de partícules argiloses. L'exposició a l'acció atmosfèrica (aire, pluja, sol, gel, etc.) afavoreix a més la descomposició de la matèria orgànica que pugui estar present i permet la purificació química i biològica del material. D'aquesta manera s'obté un material completament inert i poc donat a posteriors transformacions mecàniques o químiques.

#### Tractament mecànic previ
Després de la maduració, que es produeix a la zona d'apilament, segueix la fase de pre-elaboració, que consisteix en una sèrie d'operacions que tenen la finalitat de purificar i refinar la matèria primera. Els instruments utilitzats en la pre-elaboració, per a un tractament purament mecànic solen ser:
- Trenca-terrossos : com el seu propi nom indica, serveix per reduir les dimensions dels terrossos fins a un diàmetre d'entre 15 i 30 mm.
- Eliminador de pedra: està constituït generalment per dos cilindres que giren a diferents velocitats, capaços de separar l'argila de les pedres o «xinesos».
- Desintegrador : s'encarrega de triturar els terrossos més grans, més durs i compactes, per l'acció d'una sèrie de cilindres dentats.
- Laminador refinador : està format per dos cilindres rotatoris llisos muntats en eixos paral·lels, amb separació, entre si, d'1 a 2 mm, espai pel qual es fa passar l'argila sotmetent-la a un aixafament i un planxa que fan encara més petites les partícules. En aquesta última fase s'aconsegueix l'eventual trituració dels últims nòduls que poguessin estar encara a l'interior del material.

#### Dipòsit de matèria primera processada
A la fase de pre-elaboració, segueix el dipòsit de material en sitges especials en un lloc cobert, on el material s'homogeneïtza definitivament tant en aparença com en característiques fisicoquímiques.

#### Humidificació
Abans d'arribar a l'operació de model, es treu l'argila de les sitges i es porta a un laminador refinador, i posteriorment a un mesclador humidificant, on s'agrega aigua per obtenir la humitat precisa.

#### Emmotllament
S'utilitzen tres mètodes principals per donar forma a les matèries primeres en maons que es couen:
Maons emmotllats: aquests maons comencen amb argila crua, preferiblement en una barreja amb un 25-30% de sorra per reduir la contracció. L'argila es tritura primer i es barreja amb aigua fins a la consistència desitjada. A continuació, l'argila es premsa en motlles d'acer amb una premsa hidràulica. El modelat se sol fer en calent utilitzant vapor saturat aproximadament a 130 °C i a pressió reduïda. Procedint d'aquesta manera s'obté una humitat més uniforme i una massa més compacta, ja que el vapor té un major poder de penetració que l'aigua. L'argila modelada es cou a 900-1.000 °C per aconseguir resistència.
Maons premsats en sec: el mètode de premsat en sec és similar al mètode modelat amb fang tou, però comença amb una barreja d'argila molt més espessa, de manera que forma maons més precisos i amb vores més afilades. La major força en el premsat i el temps de cocció més llarg fan que aquest mètode sigui més car.
Maons extrudits: per als maons extrudits, l'argila es barreja amb un 10-15% d'aigua (extrusió rígida) o un 20-25% d'aigua (extrusió suau) en un molí de forn. Aquesta barreja es força a través d'una matriu per crear un cable llarg de material de l'amplada i la profunditat desitjades. Aquesta massa es talla en maons de la longitud desitjada mitjançant una paret de filferros. La majoria dels maons estructurals es fabriquen amb aquest mètode, ja que produeix maons durs i densos, i les matrius adequades també poden produir perforacions. La introducció d'aquests forats redueix el volum d'argila necessari i, per tant, el cost. Els maons buits són més lleugers i fàcils de manejar, i tenen propietats tèrmiques diferents dels maons sòlids. Els maons tallats s'endureixen assecant-los durant 20 a 40 hores a 50 a 150 °C abans de coure'ls. La calor per a l'assecat sovint és calor residual del forn.

#### Assecat
L'assecat és una de les fases més delicades del procés de producció. D'aquesta etapa depèn, en gran part, el bon resultat i qualitat del material, més que res pel que fa a l'absència de fissures. L'assecat té la finalitat d'eliminar l'aigua afegida a la fase de modelat per poder passar a la fase de cocció.
Aquesta fase es realitza en assecadors que poden ser de diferents tipus. De vegades es fa circular aire d'un extrem a un altre per l'interior de l'assecador, i altres vegades és el material el que circula per l'interior de l'assecador sense induir corrents d'aire. El més normal és que l'eliminació de l'aigua del material cru es dugui a terme insuflant aire calent amb una quantitat d'humitat variable. Això permet evitar cops termohigromètrics que puguin produir una disminució de la massa d'aigua a ritmes diferents en diferents zones del material i, per tant, a produir fissures localitzades.

#### Cocció

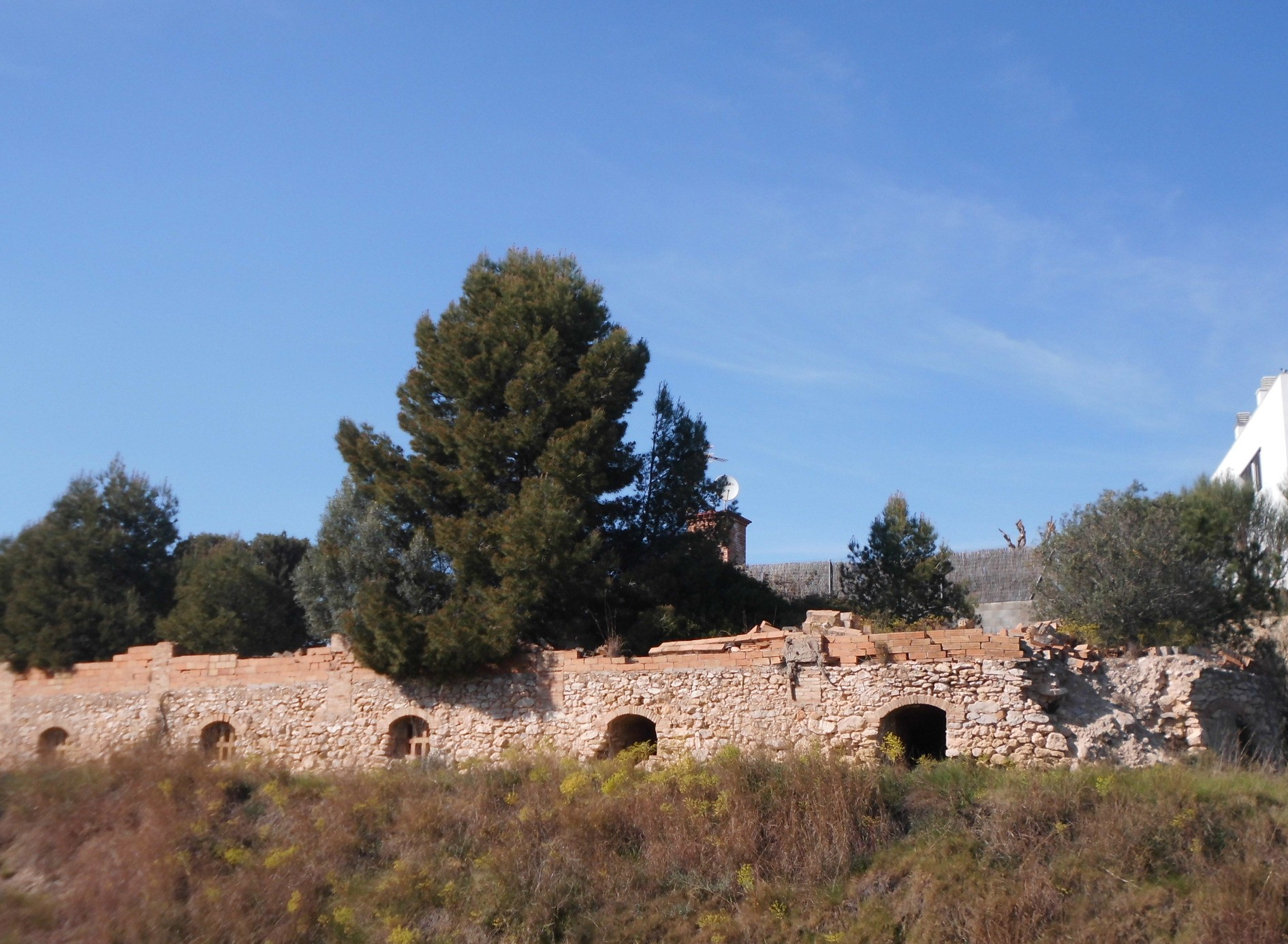
Bòbila de Bellamar, a Calafell

La cocció dels maons es fa en bòbiles amb dos tipus de kilns: intermitent and continu com els Forn Hoffmann, sent en els dos casos un recinte aïllat amb temperatura i atmòsfera controlada, que en alguns casos poden arribar a fer fins a 120 m de longitud, i on la temperatura de la zona de cocció oscil·la entre 900 ° C i 1.000 °C. A l'interior del forn la temperatura varia de forma contínua i uniforme. El material assecat es col·loca en carros especials, en paquets estàndard i és introduït per una de les extremitats del túnel, sortint per l'extrem oposat una vegada que està cuit.
És durant la cocció quan es produeix la sinterització, de manera que la cocció resulta una de les instàncies crucials del procés en el que a la resistència del maó respecta.

#### Emmagatzematge
Abans de l'embalatge es procedeix a la formació de paquets sobre palets, que permetran després moure'ls fàcilment amb carretons de forquilla. El procés d'embalatge consisteix a embolicar els paquets amb cintes de plàstic o de metall, de manera que puguin ser dipositats en llocs d'emmagatzematge fins que siguin traslladats.